# Renato Ricci
Renato Ricci (Carrara, 1º giugno 1896 – Roma, 22 gennaio 1956) è stato un politico e generale italiano, ministro delle corporazioni durante il Regno d'Italia dal 31 ottobre 1939 al 5 febbraio 1943, precedentemente Presidente dell'Opera Nazionale Balilla dal 1926 al 1937, Comandante generale della Milizia Volontaria per la Sicurezza Nazionale dal settembre 1943 e poi con l'avvento della Repubblica Sociale Italiana Comandante della Guardia Nazionale Repubblicana fino al 1944.

## Biografia

Renato Ricci con la sua squadra d'azione carrarese impegnata a San Terenzo nello sgombero delle macerie del forte di Falconara, 1922

Figlio di Ernesto ed Emma Checchi, dopo il diploma di ragioneria si arruolò volontario nel 1915 nei bersaglieri con il grado di tenente nella prima guerra mondiale, partecipando a tutta la guerra e meritandosi due Medaglie al Valore ed una Croce al merito di guerra, quale comandante di pattuglie di Arditi per azioni compiute in territorio nemico.
Finita la guerra partecipò all'Impresa di Fiume, capitanata da Gabriele D'Annunzio, tornando poi a Carrara ad occuparsi di politica.
Fu uno dei sansepolcristi che fece parte della Massoneria del Grande Oriente d'Italia.

### Adesione al fascismo
Squadrista convinto, aderì al Partito Nazionale Fascista (PNF) nel maggio del 1921 ed un mese dopo fondò il Fascio della sua città. A maggio venne arrestato dalle forze dell'ordine a Sarzana come responsabile degli atti di violenza e degli omicidi che stavano compiendo nella zona gli squadristi sotto il suo comando, e nel luglio seguente una colonna fascista comandata da Amerigo Dumini, si recò a Sarzana per liberarlo dalla prigione. Da questo avvenimento ebbero luogo gli episodi di violenza che passarono alla storia come i fatti di Sarzana.
Nel 1923 fu nominato commissario politico del fascismo per la Lunigiana e console generale della Milizia Volontaria per la Sicurezza Nazionale (MVSN). Nell'anno seguente divenne deputato del Regno, eletto nel listone fascista ed entrò nel consiglio direttivo del PNF. A fine anno fu indicato come segretario generale dell'Avanguardia giovanile fascista.
La sua rapida scalata politica gli fece conseguire la nomina di Commissario per l'Ente Portuale di Carrara e la sovraintendenza all'attività dell'estrazione e del commercio dei marmi: questi incarichi lo porteranno ad essere un personaggio chiave per i rapporti tra il fascismo ed il potentato economico e imprenditoriale carrarese.
Vicesegretario del partito dal 1925 al 1929 (se si esclude una breve parentesi tra il giugno 1925 ed il marzo 1926), fu anche commissario straordinario del Fascio di Parma e di Trieste. Destinato a Parma nel dicembre 1925 chiuse il fascio di Parma ed espulse Luigi Lusignani e degli esponenti a lui legati. Nell'aprile 1926 convocò il congresso del PNF parmense in cui il candidato proposto da Ricci, il console della MVSN Raul Forti, fu eletto con largo margine.

### L'obelisco "Mussolini"
Per i suoi stretti legami con gli ambienti economici carraresi, Benito Mussolini lo nominò commissario governativo per l'Ente portuale di Carrara (1924), responsabile del Consorzio per l'industria e il commercio del marmo (1928).
Fin dal 1927 Ricci ipotizzò l'innalzamento di un enorme obelisco, fatto in un unico blocco di marmo di Carrara da collocare a Roma.
La ricerca del blocco in marmo di Carrara adeguato fu lunga ma alla fine fu individuato in una cava denominata la "Carbonera". Il blocco trovato era alto 19 metri per due metri alla base con un peso di circa trecento tonnellate.

La colonna "Mussolini" dopo essere stata estratta

Il 26 gennaio 1929, dopo che era  stato estratto, alla presenza di Ricci iniziò la "lizzatura", ovvero il trasporto a valle del monolite. Per l'occasione furono impiegate trentasei coppie di buoi e si impiegarono cinque mesi per raggiungere la costa. Qui, a fine giugno, fu imbarcato su uno speciale pontone appositamente realizzato a La Spezia e denominato l'"Apuano" con destinazione Fiumicino. Da qui risalì il Tevere sfruttando le piene giungendo a Roma il 6 maggio 1932. L'esecuzione delle opere su monolite e l'innalzamento dello stesso furono da Ricci affidate all'architetto Costantino Costantini. Fu infine inaugurato il 29 ottobre 1932 nel foro Mussolini per celebrare il decennale della marcia su Roma.
Terra. È costato lire 2.343.792,60 oltre a mezzo milione per la cuspide di oro puro del peso di kg. 32, indispensabile a proteggerlo contro le insidie del tempo.»
(Renato Ricci nella relazione a Mussolini)
La cuspide in oro fu rubata nei convulsi giorni che seguirono la caduta del fascismo in Italia il 25 luglio 1943.

### L'Opera Nazionale Balilla
Nel dicembre 1924 Mussolini aveva indicato il neodeputato alla guida del movimento giovanile del PNF (l'Avanguardia giovanile fascista) con il compito di "riorganizzare la gioventù dal punto di vista morale e fisico", e così nel 1926 costituì l'Opera nazionale balilla (ONB) di cui fu presidente.
Nei programmi di Benito Mussolini la figura di Renato Ricci occupava una posizione di rilievo: la sua fedeltà all'ideale dello Stato fascista e gli importanti ruoli ricoperti fecero di lui l'uomo indicato per l'attuazione di un vasto programma di coordinamento, formazione e controllo della gioventù italiana. Mussolini, che riteneva fondamentale la formazione politica e fisica del "cittadino-soldato", concepì a questo scopo l'Opera nazionale balilla (ONB), inquadrandovi ragazzi, anche giovanissimi, nel tentativo di ostacolare altre influenti organizzazioni giovanili in espansione come l'Azione Cattolica e gli scout.
Alla base del progetto era la volontà di alimentare la diffusione della logica marziale e cameratesca e la costituzione di un'organizzazione di stampo paramilitare, capillarmente diffusa sul territorio, capace di travasare e convogliare nelle nuove generazioni i caratteri dello squadrismo fascista, stemperandone il carattere spontaneista in una struttura organizzata, anche attraverso strumenti ludico-educativi, come gli sport e le adunate. Al tempo stesso l'organizzazione doveva rendersi capace di avvicinare progressivamente gli italiani al partito, in un continuo processo di creazione del consenso, dell'appartenenza e dell'identificazione nei valori e nei contenuti promossi dal regime. Un sistema che, strutturato nel tempo, potesse condurre a un affiancamento e a un vero e proprio ruolo di compendio rispetto al sistema educativo della nazione.
Dopo una breve coabitazione con Vincenzo Buronzo, ispettore nazionale dell'ONB, la presidenza dell'associazione, definita "la pupilla del regime", passò nelle sole mani di Ricci, che scelse, per guidare l'ufficio tecnico dell'ente, prima l'affermato architetto Enrico Del Debbio e poi dal 1933 il giovane Luigi Moretti. Sotto la sua supervisione, i balilla e gli avanguardisti furono sottoposti al più ampio esperimento di educazione di Stato e di irreggimentazione che l'Italia abbia conosciuto. Questo esperimento portò nel giro di un decennio alla costruzione di centinaia di Case del balilla, investendo l'intero territorio nazionale ed arrivando a contare oltre tre milioni di giovani iscritti.
Nel 1929 fu rieletto deputato ed entrò anche nel governo Mussolini, come sottosegretario per l'Educazione fisica giovanile (1929-1935) e poi per l'Educazione nazionale (1935-1937).
L'esigenza con gli anni di una più forte militarizzazione dell'ente portò nel 1937 la ONB a trasformarsi nella GIL, passando sotto il diretto controllo del partito, anche sotto le pressioni di Achille Starace, allora presidente del Partito Nazionale Fascista, preoccupato da un'eccessiva autonomia e influenza politica del Ricci.

### Ministro delle corporazioni
Confermato alla Camera nel 1934, fu nel novembre 1937 nominato sottosegretario al Ministero delle corporazioni. Nel 1939 diviene anche consigliere nazionale della Camera dei fasci e delle corporazioni.
Dal 31 ottobre 1939 divenne Ministro delle corporazioni, carica per cui nel dopoguerra fu coinvolto in presunti scandali finanziari connessi alla costruzione del Foro Mussolini, uscendone comunque assolto. Come molti altri gerarchi facenti parti del governo, nel gennaio del 1941 venne mobilitato in vista della campagna di Grecia: Ricci, in particolare, fu l'unico che vi partecipò da vero volontario. Restò ministro fino al febbraio 1943, quando venne sostituito da Carlo Tiengo.
Inizialmente contrario all'alleanza con il Terzo Reich, si allineò alle posizioni filotedesche di Mussolini solo quando l'entrata in guerra dell'Italia era già stata decisa. Durante la seconda guerra mondiale combatté con il grado di tenente colonnello nel 14º fanteria in Albania e divenne uno dei più importanti interlocutori dei gerarchi nazionalsocialisti, Heinrich Himmler in particolare.

### Il ruolo nella RSI

Renato Ricci passa in rassegna le truppe della Guardia Nazionale Repubblicana (GNR).

Nella confusa fase politica che era seguita al 25 luglio 1943, Ricci, riparato in Germania, fu tra coloro che confermarono con convinzione la loro fedeltà a Mussolini. La notte fra l'8 ed il 9 settembre 1943 diffuse, dalla radio di Monaco, insieme con Alessandro Pavolini, Roberto Farinacci e Giovanni Preziosi, l'appello agli italiani e «ai valorosi soldati dell'esercito, della marina, dell'aeronautica e della milizia» nell'intento di sostenere l'appoggio a Mussolini. Nella dichiarazione si affermava: «il tradimento non si compirà».
Ritornato al fianco del Duce per sostenere la Repubblica Sociale Italiana, con la carica di Ministro di Stato, fu designato anche comandante generale della Milizia Volontaria per la Sicurezza Nazionale (MVSN). L'annuncio della nomina venne reso pubblico il 15 settembre 1943 da un'agenzia germanica.
La vecchia MVSN confluì presto, su progetto di Ricci, influenzato anche dalle posizioni di Heinrich Himmler, nella Guardia Nazionale Repubblicana (GNR), istituita il 24 novembre 1943 « con compiti di polizia interna e militare ». Nel nuovo corpo, sempre sotto il suo comando, furono inquadrate anche altre armi e reparti: i Carabinieri, le milizie speciali (ferroviaria, portuale, etc.) e la Polizia dell'Africa Italiana.

Renato Ricci (al centro) nel 1944

L'operazione di accorpamento era caldeggiata dai nazisti e condivisa da Renato Ricci, che tentava di condurla a compimento (il reclutamento obbligatorio prevedeva quattro divisioni), con l'obiettivo di ottenere un esercito di partito, sul modello delle SS, con l'inquadramento di tutte le forze di terra sotto un comando unico. Questa posizione si scontrava con l'idea (non ritenuta credibile dai tedeschi), di un esercito nazionale apolitico, con quadri volontari e truppe prevalentemente volontarie (che includeva le forze internate in Germania), avanzata dal generale Rodolfo Graziani nel discorso del 1º ottobre 1943 al Teatro Adriano di Roma.
Nell'avallare il progetto di accentramento di Ricci, la posizione favorevole dell'occupante tedesco fu determinante, portando alla chiamata alle armi di classi giovani, da addestrare in Germania e da porre di fatto sotto comando tedesco, principalmente per disimpegnare le forze germaniche che ingaggiavano gli Alleati da compiti di sicurezza e polizia, primi fra tutti il contenimento dell'antifascismo e la repressione della resistenza insorgente.
Nell'agosto del 1944 Mussolini lo sollevò da tale incarico, a causa dei suoi forti dissapori con Graziani, per assumere personalmente il comando della GNR. Restò commissario della ricostituita ONB fino all'aprile 1945.

### Il secondo dopoguerra
A guerra ormai ultimata, poté scampare all'arresto grazie alla notizia del suo suicidio, diffusasi tra i partigiani: catturato tra il 24 e il 26 giugno, fu condannato due volte a trenta anni di detenzione, ma nel 1950 uscì dal carcere grazie all'Amnistia Togliatti. Successivamente si occupò di affari con la Germania e, nel 1954, divenne vicepresidente dell'"Associazione ex Combattenti della RSI". Morì a Roma nel 1956 a causa di un tumore al fegato e venne sepolto nel Cimitero del Verano.